# Wicklow Way
La Wicklow Way (In gaelico irlandese Slí Cualann Nua) è il principale sentiero che attraversa i monti Wicklow, in Irlanda.

## Storia

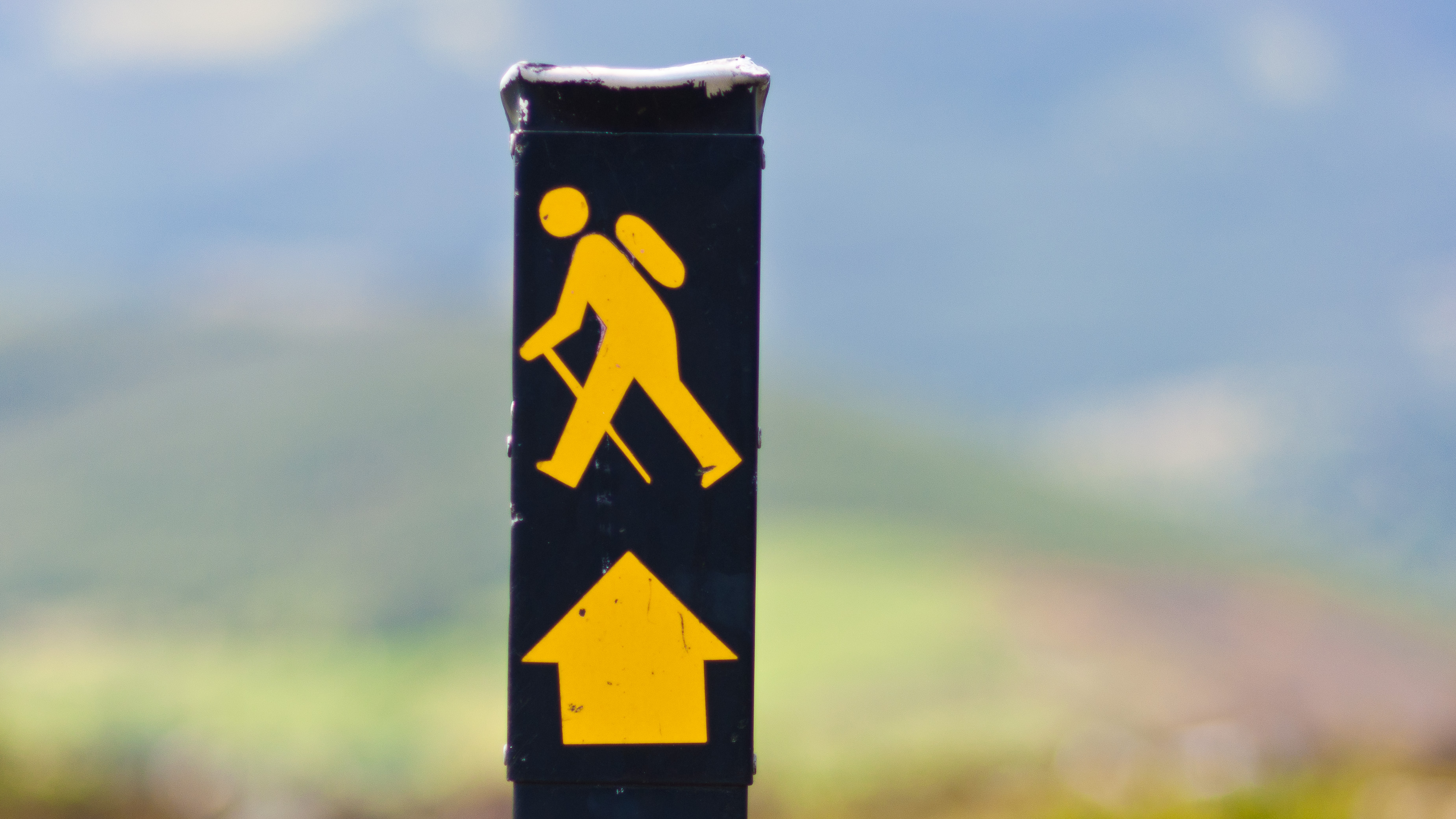
Il segnavia

L'idea di un lungo percorso escursionistico che attraversasse la Contea di Wicklow venne originariamente pubblicizzata da J. B. Malone (1914–1989) in una serie di articoli giornalistici nel 1966.
La prima sezione del percorso - da Marlay Park in Dublino a Luggala – venne inaugurata da Jim Tunney, allora ministro dell'educazione, il 15 agosto 1980.
La seconda sezione – da Luggala a Moyne – fu aperta da Michael Keating, anch'egli ministro dell'educazione, il 27 settembre 1981. L'ultimo tratto per raggiungere Clonegal venne completato nel 1982. 
Il nome in irlandese della Wicklow Way – Slí Cualann Nua – non è una traduzione letterale della denominazione in inglese, ma significa "Nuova via Cuala", riferendosi alla Slí Cualann, una delle cinque strade che si diramavano un tempo dalla Collina di Tara e che portava a Cuala (oggi chiamata Wicklow).

## Percorso

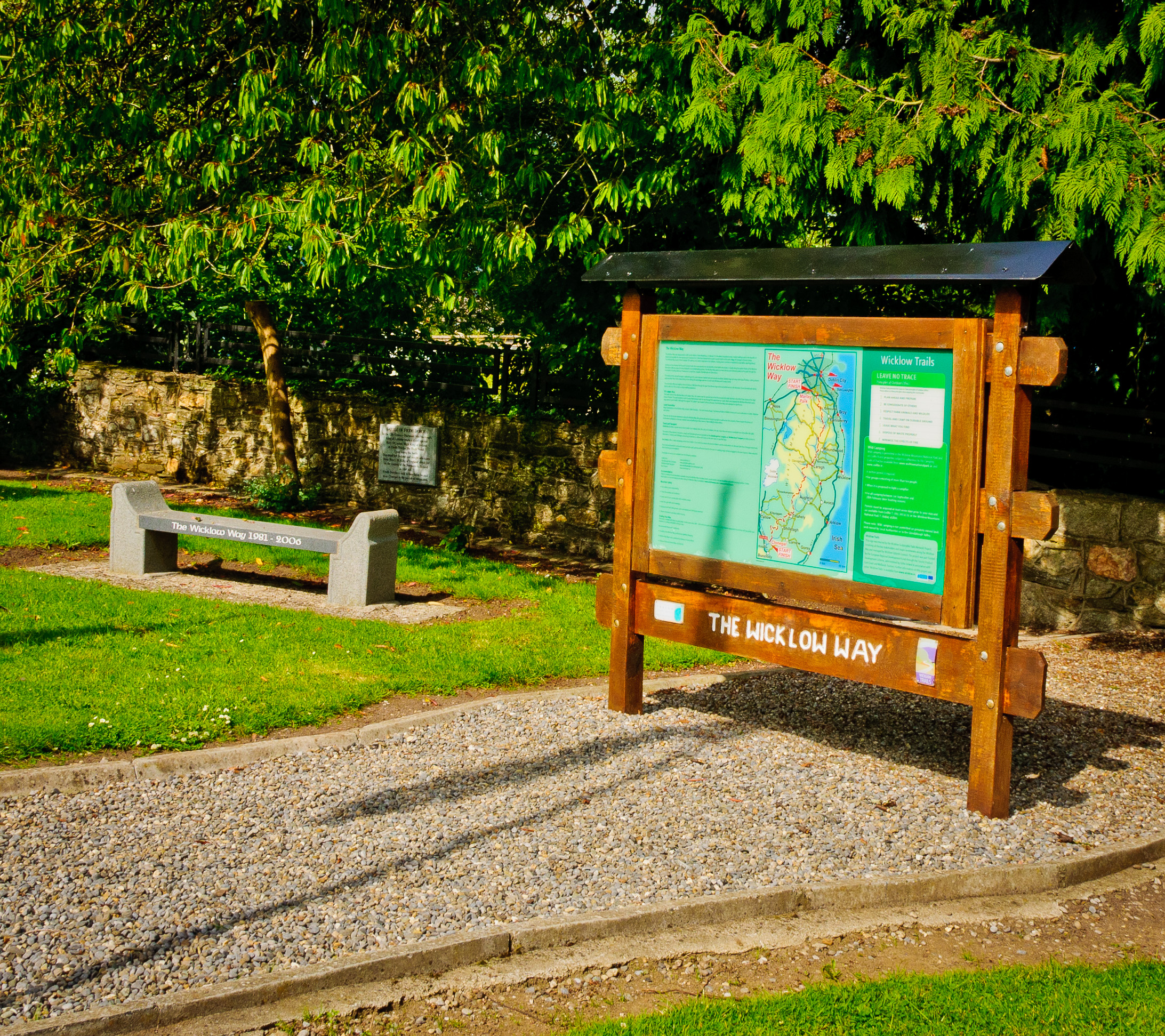
Una delle due estremità del percorso, a Clonegal

Il percorso del trekking si sviluppa principalmente in senso nord-sud : la sua lunghezza ufficiale è di 132 km. L'itinerario è segnalato in entrambe le direzioni, e si può iniziare a percorrerlo sia dal Marlay Park (a Rathfarnham, sobborgo a sud di Dublino) che da Clonegal (Contea di Carlow). 
Il percorso è segnalato con segnavia quadrati e con una immagine, in giallo, che rappresenta un camminatore ed una freccia direzionale. La figura è stata presa dal segnavia della Ulster Way ed è diventata il simbolo più diffuso tra i segnavia dei National Waymarked Trails in Irlanda. Un escursionista medio può completare l'itinerario in un tempo compreso tra i cinque e i sette giorni di cammino. 
È uno dei più frequentati itinerari escursionistici dell'Irlanda e sul suo tracciato si svolgono anche varie gare di corsa in montagna.